# Дискография Nightwish
Дискография финской симфоник-метал-группы Nightwish состоит из девяти студийных альбомов, двух мини-альбомов, пяти концертных альбомов, девятнадцати клипов и двадцати шести синглов. Nightwish была основана в 1996 году клавишником и автором песен Туомасом Холопайненом, гитаристом Эмппу Вуориненом и вокалисткой Тарьей Турунен. На данный момент коллектив состоит из шести человек. Место Сами Вянскя, первого басиста группы, занял Марко Хиетала, исполняющий также партию мужского вокала. На смену вокалистке Тарье Турунен пришла Анетт Ользон, которую, в свою очередь, заменила Флор Янсен. Практически в то же время шестым постоянным участником группы стал Трой Донокли.
Группа стала популярной в родной Финляндии в 1997 году, после выхода дебютного альбома Angels Fall First; мировая известность пришла к Nightwish с выходом их последующих альбомов: Oceanborn (1998), Wishmaster (2000) и Century Child (2002). Выпущенный в 2004 году альбом Once, к концу 2005 года был распродан тиражом более чем в один миллион копий и позволил группе провести Once Upon a Tour, который завершился 21 октября 2005 года концертом в Финляндии, ставшим последним выступлением Турунен в составе Nightwish, а также записанным для DVD End of an Era. В мае 2007 года место Турунен заняла бывшая вокалистка группы Alyson Avenue Анетт Ользон. Dark Passion Play — первый альбом Nightwish, записанный при её участии, — вышел 26 сентября того же года.
Imaginaerum — седьмой альбом группы — вышел 2 декабря 2011 года. Одновременно с диском коллектив работал над одноимённым полнометражным фильмом, режиссёром которого стал Стобе Харью, снявший ранее для Nightwish клип «The Islander». Мировой тур в поддержку альбома Imaginaerum начался 21 января 2012 года с концерта в Лос-Анджелесе, США. В ходе тура группу покинула вокалистка Анетт Ользон, на место которой была приглашена Флор Янсен.

## Студийные альбомы
| Название                     | Дата выпуска     | Тип    | Лейблы                               | Примечания |
| ---------------------------- | ---------------- | ------ | ------------------------------------ | ---------- |
| Angels Fall First            | 1997             | Альбом | Century Media, Spinefarm             | —          |
| Oceanborn                    | 1998             | Альбом | Century Media, Drakkar, Spinefarm    | —          |
| Wishmaster                   | 2000             | Альбом | Century Media, Drakkar, Spinefarm    | —          |
| Century Child                | 2002             | Альбом | Century Media, Spinefarm             | —          |
| Once                         | 2004             | Альбом | Nuclear Blast, Roadrunner, Spinefarm | —          |
| Dark Passion Play            | 26 сентября 2007 | Альбом | Nuclear Blast, Roadrunner, Spinefarm | —          |
| Imaginaerum                  | 30 ноября 2011   | Альбом | Nuclear Blast, Roadrunner, Spinefarm | —          |
| Endless Forms Most Beautiful | 27 марта 2015    | Альбом | Nuclear Blast, Roadrunner Records    | —          |
| Human. :II: Nature.          | 10 апреля 2020   | Альбом | Nuclear Blast                        | —          |
| Yesterwynde                  | 20 сентября 2024 | Альбом | Nuclear Blast                        | —          |

## Демо и EP
| Название                    | Дата выпуска | Тип  | Лейблы                            | Примечания |
| --------------------------- | ------------ | ---- | --------------------------------- | --- |
| Demo                        | 1996         | Демо | —                                 | Список композиций: «Nightwish», «Etiäinen», «The Forever Moments». Официально включен в переиздание альбома Angels Fall First 2007 года. |
| Over the Hills and Far Away | 2001         | EP   | Century Media, Drakkar, Spinefarm | — |

## Синглы
| 1997                                                                      | «The Carpenter»                  | 3  | —  | —   | —  | —  | —  | —  | —  | —  | —  | —  |              | Angels Fall First                    |
| 1998                                                                      | «Sacrament of Wilderness»        | 1  | —  | —   | —  | —  | —  | —  | —  | —  | —  | —  | Золотой      | Oceanborn                            |
| 1998                                                                      | «Passion and the Opera»          | —  | —  | —   | —  | —  | —  | —  | —  | —  | —  | —  |              | Oceanborn                            |
| 1999                                                                      | «Walking in the Air»             | 1  | —  | —   | —  | —  | —  | —  | —  | —  | —  | —  | Золотой      | Oceanborn                            |
| 1999                                                                      | «Sleeping Sun»                   | 2  | —  | —   | —  | —  | —  | —  | —  | —  | —  | —  | Золотой      | Oceanborn                            |
| 2000                                                                      | «The Kinslayer»                  | —  | —  | —   | —  | —  | —  | —  | —  | —  | —  | —  |              | Wishmaster                           |
| 2000                                                                      | «Deep Silent Complete»           | 3  | —  | —   | —  | —  | —  | —  | —  | —  | —  | —  |              | Wishmaster                           |
| 2001                                                                      | «Over the Hills and Far Away»    | 1  | —  | —   | —  | 86 | —  | —  | —  | —  | —  | —  | 2×Платиновый | Over the Hills and Far Away          |
| 2002                                                                      | «Ever Dream»                     | 1  | —  | —   | —  | —  | —  | —  | —  | —  | —  | —  | Платиновый   | Century Child                        |
| 2002                                                                      | «Bless the Child»                | 1  | —  | —   | —  | 63 | —  | —  | —  | —  | —  | 55 | Платиновый   | Century Child                        |
| 2004                                                                      | «Nemo»                           | 1  | —  | —   | 12 | 6  | —  | 4  | 12 | 14 | —  | 64 | Платиновый   | Once                                 |
| 2004                                                                      | «Wish I Had an Angel»            | 1  | 20 | —   | 11 | 36 | 60 | 19 | 47 | 40 | —  | 65 | Золотой      | Once                                 |
| 2004                                                                      | «Kuolema tekee taiteilijan»      | 1  | —  | —   | —  | —  | —  | —  | —  | —  | —  | —  |              | Once                                 |
| 2005                                                                      | «The Siren»                      | 3  | —  | —   | 30 | 51 | —  | —  | —  | 59 | 15 | —  |              | Once                                 |
| 2005                                                                      | «Sleeping Sun 2005»              | 1  | —  | —   | —  | 34 | —  | —  | 47 | —  | —  | —  |              | Highest Hopes: The Best of Nightwish |
| 2007                                                                      | «Eva»                            | 14 | —  | —   | —  | —  | —  | —  | —  | —  | —  | —  |              | Dark Passion Play                    |
| 2007                                                                      | «Amaranth»                       | 1  | 1  | 62  | 13 | 16 | —  | —  | 30 | 14 | 4  | 47 | Платиновый   | Dark Passion Play                    |
| 2007                                                                      | «Erämaan viimeinen»              | 1  | —  | —   | —  | —  | —  | —  | —  | —  | —  | —  |              | Dark Passion Play                    |
| 2008                                                                      | «Bye Bye Beautiful»              | 5  | 4  | 54  | —  | 35 | —  | —  | —  | —  | —  | —  |              | Dark Passion Play                    |
| 2008                                                                      | «The Islander»                   | 1  | 5  | 91  | —  | —  | —  | —  | —  | —  | —  | —  |              | Dark Passion Play                    |
| 2011                                                                      | «Storytime»                      | 1  | —  | —   | —  | 39 | —  | —  | 57 | 31 | —  | —  |              | Imaginaerum                          |
| 2012                                                                      | «The Crow, the Owl and the Dove» | 1  | —  | —   | —  | 82 | —  | —  | —  | —  | —  | —  |              | Imaginaerum                          |
| 2015                                                                      | «Élan»                           | 3  | —  | 200 | —  | 33 | —  | —  | 53 | 33 | —  | —  |              | Endless Forms Most Beautiful         |
| 2015                                                                      | «Endless Forms Most Beautiful»   | —  | —  | —   | —  | —  | —  | —  | —  | —  | —  | —  |              | Endless Forms Most Beautiful         |
| 2020                                                                      | «Noise»                          | —  | —  | —   | —  | —  | —  | —  | —  | —  | —  | —  |              | Human. :II: Nature                   |
| 2020                                                                      | «Harvest»                        | —  | —  | —   | —  | —  | —  | —  | —  | —  | —  | —  |              | Human. :II: Nature                   |
| Знак «—» означает, что сингл не попал в чарт или не был выпущен в стране. |                                  |    |    |     |    |    |    |    |    |    |    |    |              |                                      |

## Концертные альбомы
| 2001                                                                       | From Wishes to Eternity - Дата выхода: 31 мая 2001 - Лейбл: Spinefarm - Форматы: CD, DVD, VHS                           | 7  | —  | —  | —   | —  | —  | —  | —  | —  | Платиновый                    |
| 2006                                                                       | End of an Era - Дата выхода: 1 июня 2006 - Лейбл: Nuclear Blast - Форматы: CD, DVD                                      | 7  | —  | 41 | 59  | —  | 35 | 18 | 35 | 24 | Золотой (CD) Платиновый (DVD) |
| 2009                                                                       | Made in Hong Kong (And in Various Other Places) - Дата выхода: 11 марта 2009 - Лейбл: Nuclear Blast - Форматы: MCD, DVD | 2  | 15 | 26 | 41  | 20 | 54 | 38 | —  | 72 |                               |
| 2013                                                                       | Showtime, Storytime - Дата выхода: 29 ноября 2013 - Лейбл: Nuclear Blast - Форматы: CD, DVD, Blu-ray                    | 34 | 6  | —  | 158 | —  | —  | 52 | —  | —  |                               |
| 2016                                                                       | Vehicle of Spirit - Дата выхода: 9 декабря 2016 - Лейбл: Nuclear Blast - Форматы: CD, DVD, Blu-ray                      | —  | —  | —  | —   | 3  | —  | 2  | —  | —  |                               |
| Знак «—» означает, что альбом не попал в чарт или не был выпущен в стране. | |    |    |    |     |    |    |    |    |    |                               |

## Сборники
| Название                 | Дата выпуска | Лейблы           | Примечания |
| ------------------------ | ------------ | ---------------- | ---------- |
| Wishmastour 2000         | 2000         | XIII Bis Records | —          |
| Tales from the Elvenpath | 2004         | Drakkar          | —          |
| Bestwishes               | 2005         | Toy’s Factory    | —          |
| Highest Hopes            | 2005         | Spinefarm        | —          |
| Decades                  | 2018         | Nuclear Blast    | [ 9 ]      |

## Видеоклипы
| Год  | Видео                                    | Режиссёр        |
| ---- | ---------------------------------------- | --------------- |
| 1998 | «The Carpenter»                          | Sami Käyhkö     |
| 1998 | «Sacrament of Wilderness»                | —               |
| 1998 | «Sleeping Sun (Four Ballads of Eclipse)» | Sami Käyhkö     |
| 2001 | «Over the Hills and Far Away»            | Паси Такула     |
| 2002 | «Bless the Child»                        | Паси Такула     |
| 2002 | «End of All Hope»                        | Паси Такула     |
| 2004 | «Nemo»                                   | Антти Йокинен   |
| 2004 | «Wish I Had an Angel»                    | Уве Болл        |
| 2005 | «Sleeping Sun»                           | Йорн Хайтманн   |
| 2007 | «While Your Lips Are Still Red»          | Маркку Пёлёнен  |
| 2007 | «Amaranth»                               | Антти Йокинен   |
| 2007 | «Bye Bye Beautiful»                      | Антти Йокинен   |
| 2008 | «The Islander»                           | Стобе Харью     |
| 2011 | «Storytime»                              | Стобе Харью     |
| 2015 | «Élan»                                   | Ville Lipiäinen |
| 2015 | «Endless Forms Most Beautiful»           | Ville Lipiäinen |
| 2020 | «Noise»                                  | Стобе Харью     |
| 2020 | «Harvest»                                |                 |
| 2020 | «Ad Astra»                               |                 |

## Каверы
| Название                                            | Автор оригинала    | В альбоме                                                                    |
| --------------------------------------------------- | ------------------ | ---------------------------------------------------------------------------- |
| «Crimson Tide» (исполнялся вживую)                  | Ганс Циммер        | From Wishes to Eternity DVD и концертник                                     |
| Deep Blue Sea (исполнялся вживую)                   | Тревор Рэбин       | From Wishes to Eternity DVD и концертник                                     |
| «High Hopes» (исполнялся вживую)                    | Pink Floyd         | Альбом Highest Hopes, DVD и концертник End of an Era                         |
| «Over the Hills and Far Away»                       | Гэри Мур           | Over the Hills and Far Away EP                                               |
| «Phantom of the Opera»                              | Эндрю Ллоид-Уэббер | Альбом Century Child                                                         |
| «Symphony of Destruction» (исполнялся вживую)       | Megadeth           | Синглы «Kuolema tekee taiteilijan» и «The Siren»                             |
| «Walking in the Air» тема из мультфильма «Снеговик» | Ховард Блэйк       | Альбом «Oceanborn»                                                           |
| «Where Were You Last Night»                         | Ankie Bagger       | Синглы «Kuolema tekee taiteilijan» (только в Японии) и «Wish I Had an Angel» |

## Неальбомные композиции
| Название                        | Длина | Примечания                                               |
| ------------------------------- | ----- | -------------------------------------------------------- |
| «Kiteen Pallo» (KIPA 2001)      | 1:09  | Гимн бейсбольной команды из Китеэ, Финляндия.            |
| «While Your Lips Are Still Red» | 4:18  | Песня к фильму «Lieksa!», Выпущена на сингле «Amaranth». |
| «Sagan»                         | 4:45  | Неальбомный бонусный трек на с сингле «Élan».            |